# Magyarszecsőd
Magyarszecsőd is een plaats (község) en gemeente in het Hongaarse comitaat Vas. Magyarszecsőd telt 485 inwoners (2001).